# Severo Bonini
Severo Bonini, italijanski benediktinec, pevec, skladatelj, organist in muzikolog, * 23. december 1582, Firence, † 5. december 1663, Firence.
Bonini je vstopil v benediktinski red. Sprva je bil pevec v Forli, nato pa se je vrnil v rodne Firence, kjer je bil organist in maestro di cappella.
Njegovo najpomembnejše delo je Prima parte de' discorsi e regole sovra la musica.